# Раудонойо-Дваро
Раудонойо-Дваро (лит. Raudonojo Dvaro ežeras) — небольшое озеро в Литве. Находится на территории Решского староства Вильнюсского уезда в деревне Раудондварис. Площадь озера — 3,392 гектара. Высота над уровнем моря — 147,2 метра. Озеро имеет продолговатую форму, вытянуто с севера на юг. Северный и южный берега низкие, заболоченные, западный и восточный — высокие.
В 120—200 метрах к западу от озера проходит автодорога A14 «Вильнюс — Утена». Через озеро протекает речка, обозначаемая как R-3, левый приток Реше, правого притока Вилии.
Вблизи озера находится усадьба Раудонодварис, постройка которой осуществлялась в XVII—XIX веках. Деревянный дом был включён в список архитектурных памятников Литовской ССР местного значения, а парк усадьбы охраняется государством с 1957 года, а в 1986 году отнесён к числу природных памятников местного значения. Согласно описи 1764 года на озере располагались усадебные пивоварня и прачечная.